# Blaka Watra (recreatieoord)
Blaka Watra is een Surinaams recreatieoord in Para, tussen de inheemse dorpen Cassipora en Redidoti in, nabij de Jodensavanne.

## Geschiedenis
Blaka Watra is het voormalige persoonlijke vakantieoord van premier Jopie Pengel. Hier had hij een bescheiden buitenhuis, waarvan de fundamenten bewaard zijn gebleven. In de Cassiporakreek legde hij een stroomversnelling aan van beton, met als effect dat het voelt als een bubbelbad. Na zijn dood in 1970 werd het oord opengesteld voor recreatie voor een of meerdere dagen. Het oord kwam in het bezit van de Surinaamse overheidsinstantie METS.
In 1985 werd het oord gerenoveerd. Tijdens de Binnenlandse Oorlog werd de houten brug voor het recreatieoord vernietigd.

## Inrichting
Op het terrein staan meerdere houten frames waar een zeil overheen gespannen kan worden als beschutting voor de regen. De directe, boomrijke omgeving heeft veel weg van het Amazonewoud, maar de ondergrond gaat binnen een kwartier wandelen over in wit savannezand. Door de erin gevallen boombladeren is het water van de Cassiporakreek rijk aan mineralen en zwart als cola. In de droge tijd staat het water te laag om in te kunnen zwemmen en wordt er verkoeling gezocht door te pootjebaden of er languit in te liggen. Er lopen verschillende aangelegde paden door het gebied die geschikt zijn voor wandelen en vogels spotten.
Vanaf 2014 vonden meerdere opwaarderingen plaats. De hygiëne werd op peil gebracht en er is een kinderboerderij aanwezig. Blaka Watra werd dat jaar toegevoegd aan de lijst met gecertificeerde oorden. Ook is er een strandwacht (lifeguard) aanwezig en is het oord voorzien van een EHBO-post.

## Beheer
Blaka Watra werd beheerd door de inwoners van Redidoti, totdat grote verzakkingen in de toegangsweg bij de Abomakreek er in 2002 voor zorgden dat de bewoners het oord niet meer konden bereiken. Het beheer werd toen door de bewoners van Cassipora overgenomen die het later niet terug wilden geven omdat zij het als een heilige plek beschouwen dat tot hun leefgebied behoort. Daarbij stelden zij dat Redidoti met de ligging aan de Surinamerivier voldoende eigen kansen kent om een recreatieoord aan te leggen. Dit meningsverschil escaleerde in 2014 toen een actiegroep uit Redidoti de afslag naar Blaka Watra barricadeerde. Aanvankelijk dreigde het conflict naar een landelijk niveau geheven te worden. Vanwege de komst van de Carolinabrug over de Surinamerivier, met een grotere toestroom van bezoekers naar het gebied, wilden de dorpshoofden Muriël Fernandes (Cassipora) en Lesley Artist (Redidoti) eerst proberen er zelf uit te komen. Een week later kwamen zij overeen het recreatieoord gezamenlijk te gaan beheren. Nadien raakten beide dorpen toch weer van elkaar verwijderd. In 2016 kozen de dorpelingen van Redidoti voor de aanleg van een eigen, nieuw recreatieoord van drie hectare bij hun dorp.